# Testháló

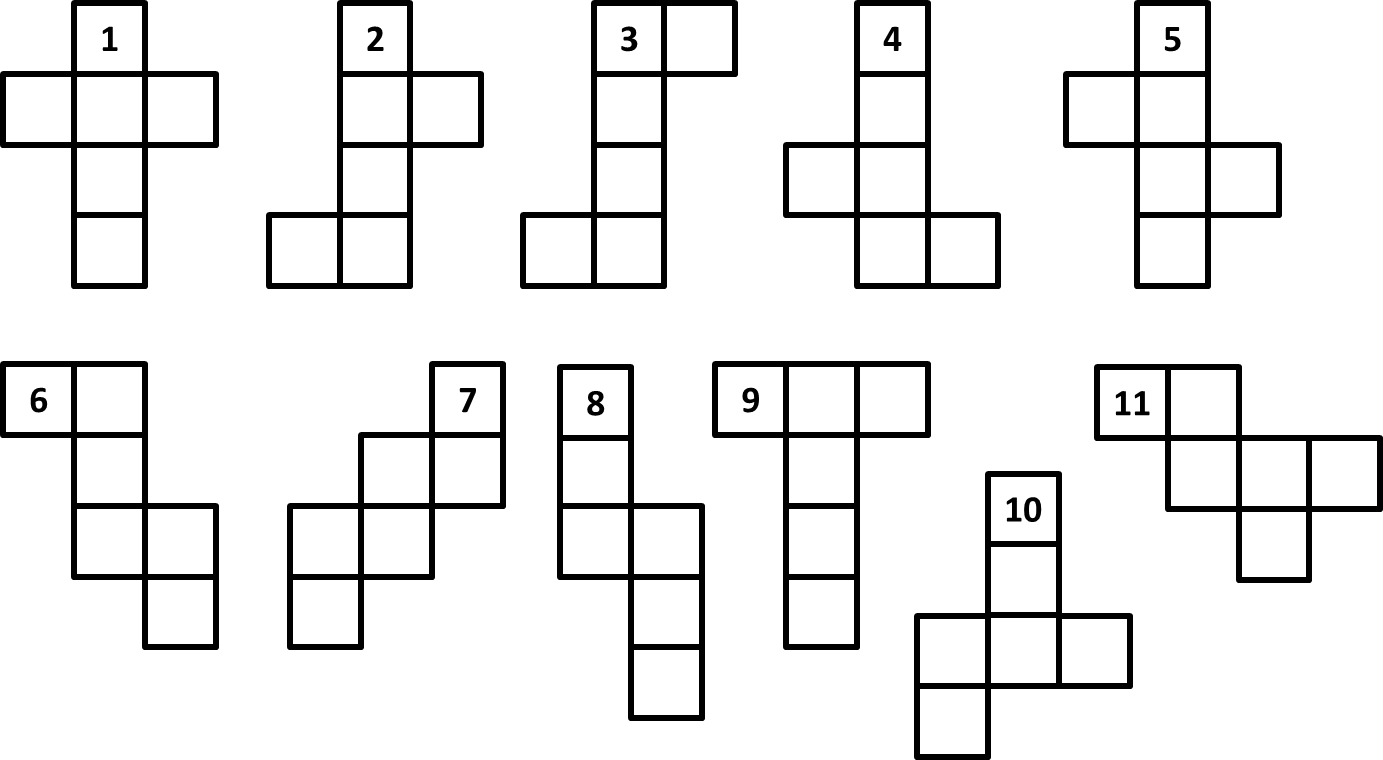
A kocka 11 testhálója

Testhálónak nevezzük egy poliéder lapjainak síkba vetítését úgy, hogy azok a szomszédsági viszonyaikat részben megtartják. Ez alatt értendő, hogy ha két lap a hálóban szomszédos, akkor azoknak a poliéderen van közös élük, azonban két lap közös éle nem szükségszerűen teszi a hálóban őket szomszédossá.
Hagyományosan úgy lehet ezt értelmezni, hogy a testháló az a síkidom, aminek összehajtogatásával az adott poliédert megkaphatjuk. Ilyen módon a testhálóknak lényeges szerepük van például az origamiban.
A testhálónak szerep jut az Euler-féle poliédertétel bizonyításában, valamint a kombinatorikus geometriában.
Érdekes kérdés lehet, hogy egy adott testnek hányféle testhálója lehet. Nyilvánvalóan lehet egynél több, erre akár konkrét példákat is találhatunk. Szintén nem kézenfekvő, hogy vajon minden testnek van-e testhálója. Érdekes probléma a magasabb dimenziós testek hálójának létezése.

## A testháló értelmezése
A testháló naív értelmezése matematikailag nehezen kezelhető. Sokkal többet mond azonban, ha észrevesszük a poliéderek egy lényeges tulajdonságát: a csúcsaikat élek kötik össze, az élek sorozata pedig egy lapot, azaz síktartományt határoz meg. Ez feltűnően hasonlít a gráfelmélet néhány alapvető fogalmára, ez motivál arra, hogy a testhálót síkgráfként értelmezzük.
Legyen az {\displaystyle A_{1};\,A_{2};\dots ;A_{n}} pontsorozat a síkon és a {\displaystyle B_{1}B_{2}\dots B_{m}\,(m\leq n)} poliéder. A pontsorozathoz rendelt {\displaystyle {\mathcal {G}}} összefüggő síkgráfot a poliéder testhálójának nevezzük, ha teljesülnek az alábbi feltételek:
- {\displaystyle {\mathcal {G}}} minden pontjának megfelel a poliéder pontosan egy csúcsa és minden poliédercsúcs képe valamelyik gráfcsúcsnak;[* 2]
- Ha a gráf két csúcsa között fut él, akkor a megfelelő csúcsok között van a testnek is éle;
- A gráf minden tartományának megfeleltethető a poliéder egy-egy lapja, aminek csúcsai a gráf megfelelő csúcsaihoz, élei a gráf megfelelő éleihez vannak rendelve.
- A gráf tartományi egybevágóak a megfelelő lapokkal.[* 3]

Az világos, hogy a testháló ezen értelmezése nem egyértelmű, egy testnek többféle testhálója is lehet, a számuk ráadásul a csúcsok és élek számának növekedésével gyorsan nő. Például a tetraédernek négy, a kockának már 11 hálója létezik.

## Néhány test hálója

### Platoni testek

Tetraéder
Hexaéder
Oktaéder
Dodekaéder
Ikozaéder